# James Fordyce
Pour les articles homonymes, voir Fordyce.
James Fordyce, né en 1720 à Aberdeen en Écosse et mort le 1er octobre 1796 à Bath en Angleterre est un théologien écossais, frère de David Fordyce et de William Fordyce.
Pasteur d'une congrégation de non-conformistes établie à Londres, s'est fait connaître comme prédicateur : on estime surtout ses Sermons aux jeunes femmes, connu sous le nom de Fordyce's Sermons.